# Commanderie de Figeac
La commanderie de Figeac, située à Figeac dans le département français du Lot, en région Occitanie, était un établissement fondé en 1187 par les Templiers. Les Hospitaliers leur succèdent au XIVe siècle. Après le départ de ceux-ci en 1358, l'établissement connait divers usages sans cesser d'être une étape importante des chemins de Compostelle en France. En 1670, il est transféré à l’hôpital d’Aujou dans le cadre d'un regroupement général des hôpitaux de Figeac.

## Localisation
La commanderie était localisée du 39 au 45 de l’actuelle rue Gambetta au centre de la ville de Figeac, dans le département du Lot, en région Occitanie.

## Historique

### Une fondation templière
Vers 1187, sous le règne de Philippe Auguste et le pontificat de Clément III, les Templiers se fixent à l’extrémité de la ville près du ruisseau des Carmes au lieu-dit La Curie Basse qui doit son nom aux vestiges gallo-romain sur lesquels le château est construit.
Vers 1214, ils se déplacent intra-muros dans le quartier situé entre la rue du Griffoul et la place Champollion. Cette commanderie du Griffol ou hôpital d’Oltrapont (ultrà pontem) coexistait avec l’ancien moulin du Griffoul. Un reclusoir comprenant plusieurs cellules lui était associé. 
Les Templiers s'étendent ensuite vers le centre du Vieux Figeac où ils fondent un hospice sur la place Haute (ou de l’Avoine ; aujourd’hui place Champollion) pour les pèlerins en route vers Saint-Jacques-de-Compostelle. L’ensemble des possessions du Temple à Figeac dépendait alors de la commanderie Sainte-Marie-du-Temple de Cahors. 
En 1301, l'abbé de Figeac, Béranger d’Aiguesvives, sollicite l’intervention du roi Philippe le Bel pour rétablir l’ordre à la suite d'un soulèvement. Guillaume de Nogaret est alors missionné pour s’informer des événements et négocier avec l’abbé et les consuls de la ville. Six ans après, c’est l’arrestation des Templiers puis leur abolition en 1311.

### Les Hospitaliers et après
Les Hospitaliers de l'ordre de Saint-Jean de Jérusalem héritent alors partout en Europe, sauf en Aragon et au Portugal, des biens du Temple afin d'en poursuivre les missions. À Figeac leur passage est bref et ils quittent définitivement les lieux dès 1358. Les bâtiments plus ou moins dispersés sont ensuite remaniés aux XVe siècle et XVIIIe siècle pour accueillir la Maison commune (Consulat), un  magasin à fourrage pour le Roi puis le temple protestant (1576-1622). Son service hospitalier hérité de la commanderie est transféré à l’hôpital d’Aujou le 30 juin 1670 dans le cadre d'un regroupement général des divers hôpitaux de Figeac.
Étape sur la route de Saint Jacques de Compostelle la commanderie est au centre d'un projet de centre de recherche en écologie humaine avec centre de documentation sur le Quercy et les Templiers.

## Architecture et description
L’immeuble situé du 39 au 45 de l’actuelle rue Gambetta faisait partie de l'enclos du Temple, morcelé après 1358, qui occupait le cœur du Figeac actuel. La Toré del Grifol ou tour du Griffon qui en constituait alors le cœur se visite toujours. Reconstituée en son état d’origine, elle présente tous les éléments de confort dont pouvaient disposer ses occupants au XIIIe siècle et fait l'objet d'une protection spécifique.
À l’ouest de cette tour, le bâtiment des serviteurs, édifié au-dessus des écuries en face de l’échoppe du maréchal-ferrant, est en parfait état de conservation. Une galerie rajoutée au XVIIe siècle le relie à la tour du Griffon. Au sud, un bâtiment du XIVe siècle relie celle-ci à une annexe appartenant à la commanderie, comme en témoignent les modillons sculptés sur les baies géminées du XIIIe siècle, reconstituées récemment. Ce bâtiment aurait joué le rôle de banque. 
Juste en face, l’ancienne mairie de Figeac était une remarquable construction ornée sur la façade d’une grande galerie ; en dépit de son classement, les Beaux-Arts ne purent la conserver. L’ancienne chapelle des pèlerins se situait dans le bâtiment de la chapelle des pénitents bleus. L’imposante façade de la place Champollion devait être celle de l’hôtel des pèlerins de Saint-Jacques de Compostelle. Sa construction, plus tardive que celle de la Tour du Griffon, remonte au tout début du XIVe siècle. 

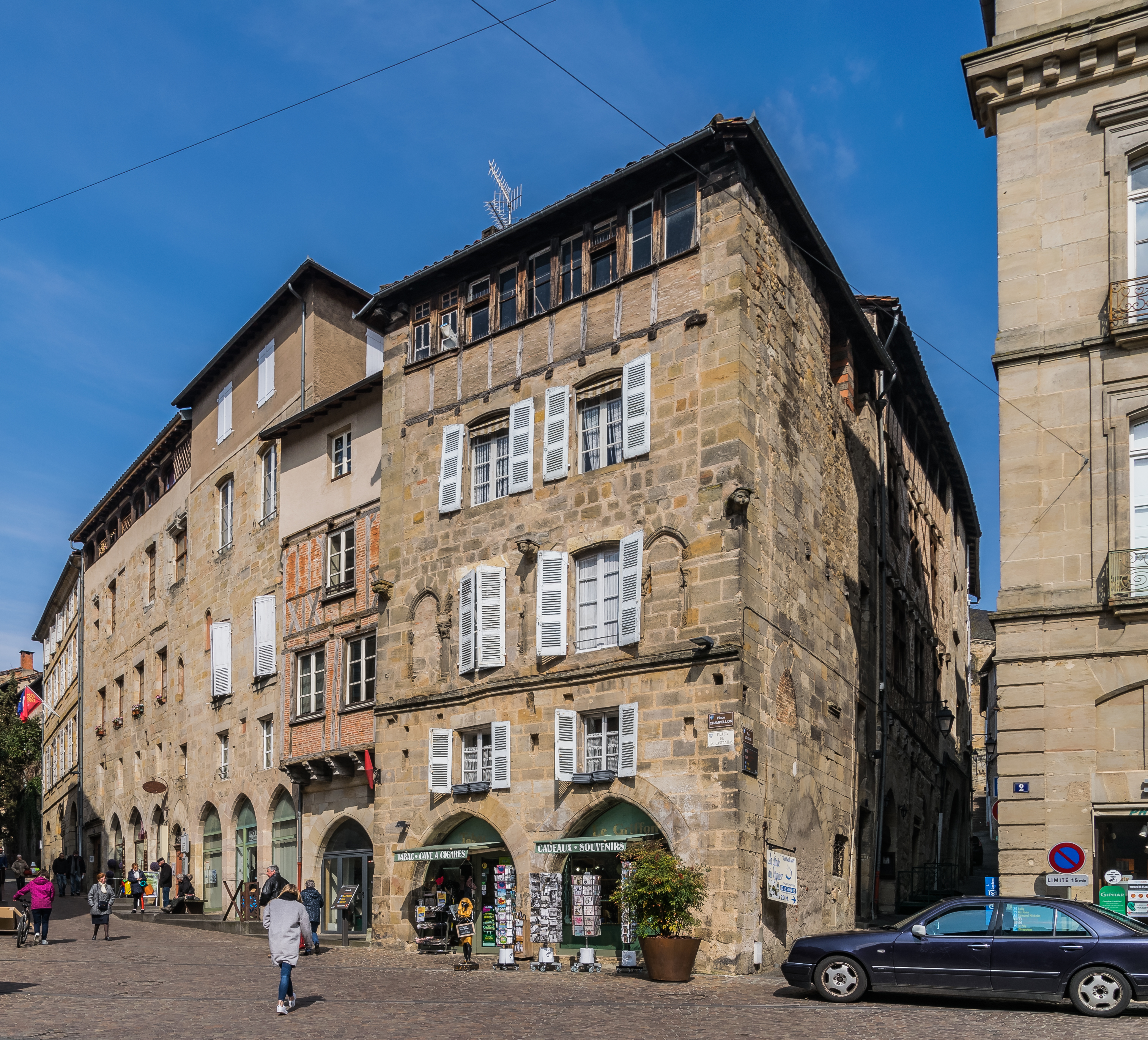
La maison du Griffon...
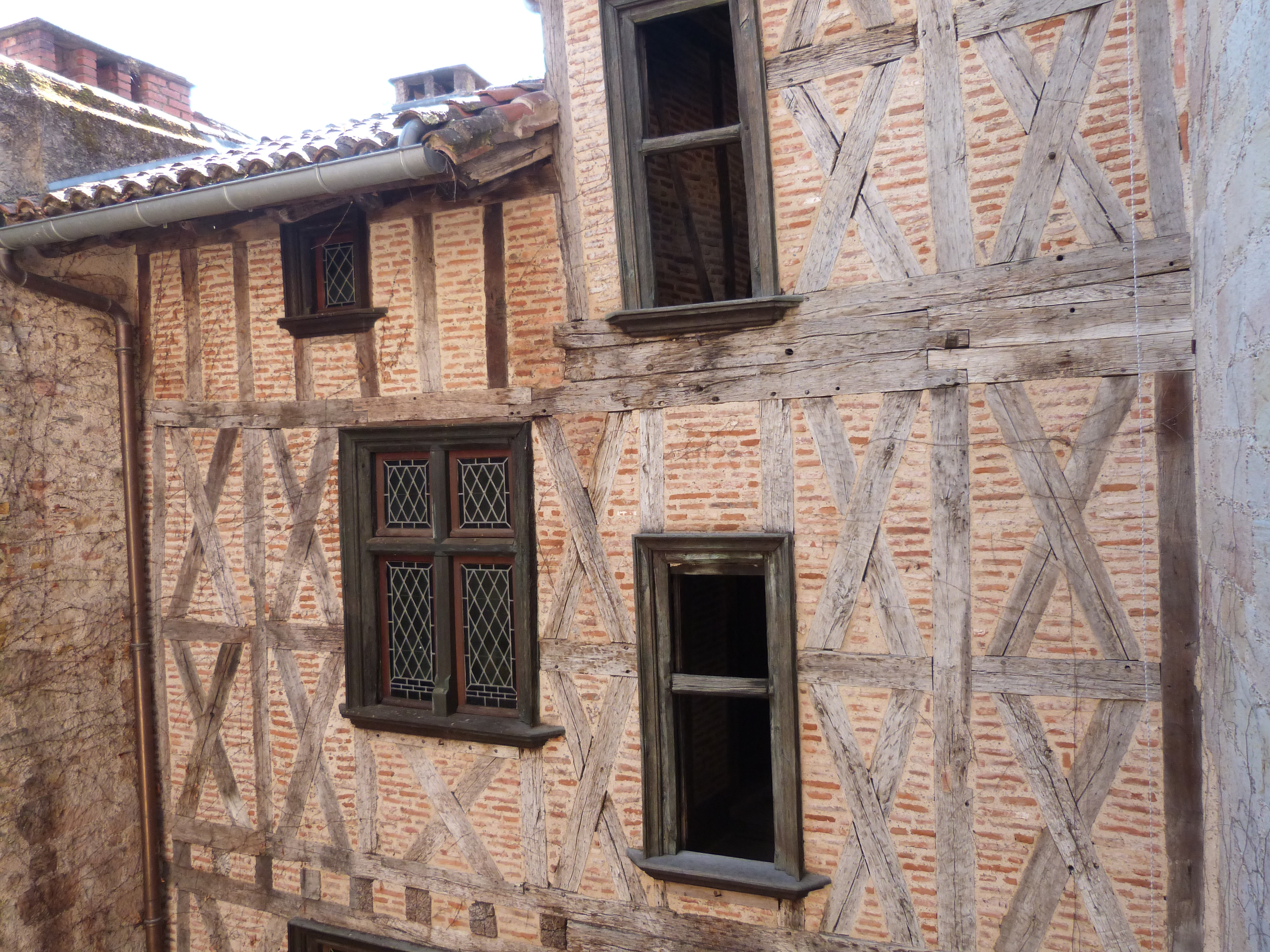
...et le bâtiment accolé
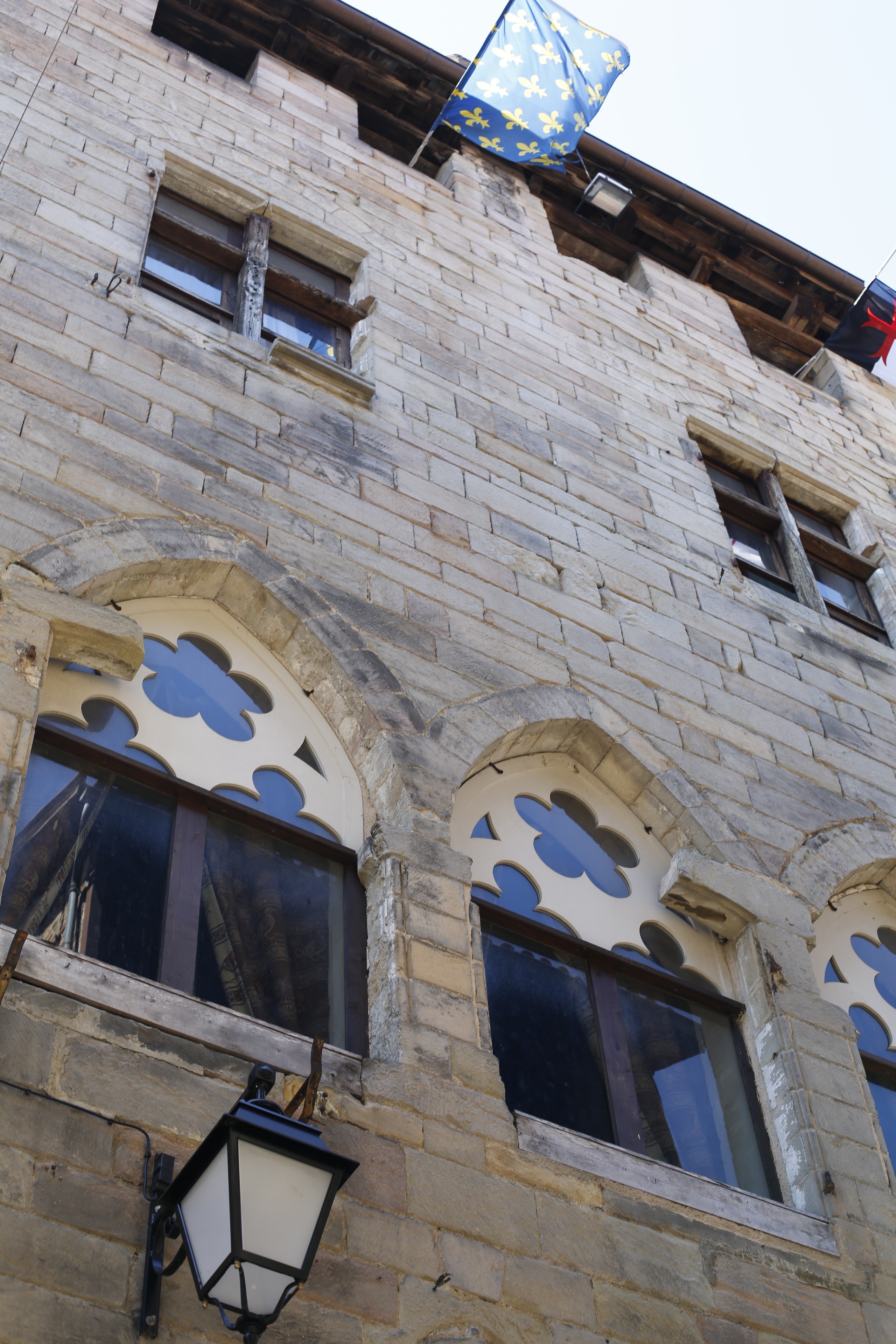
Facades de la...
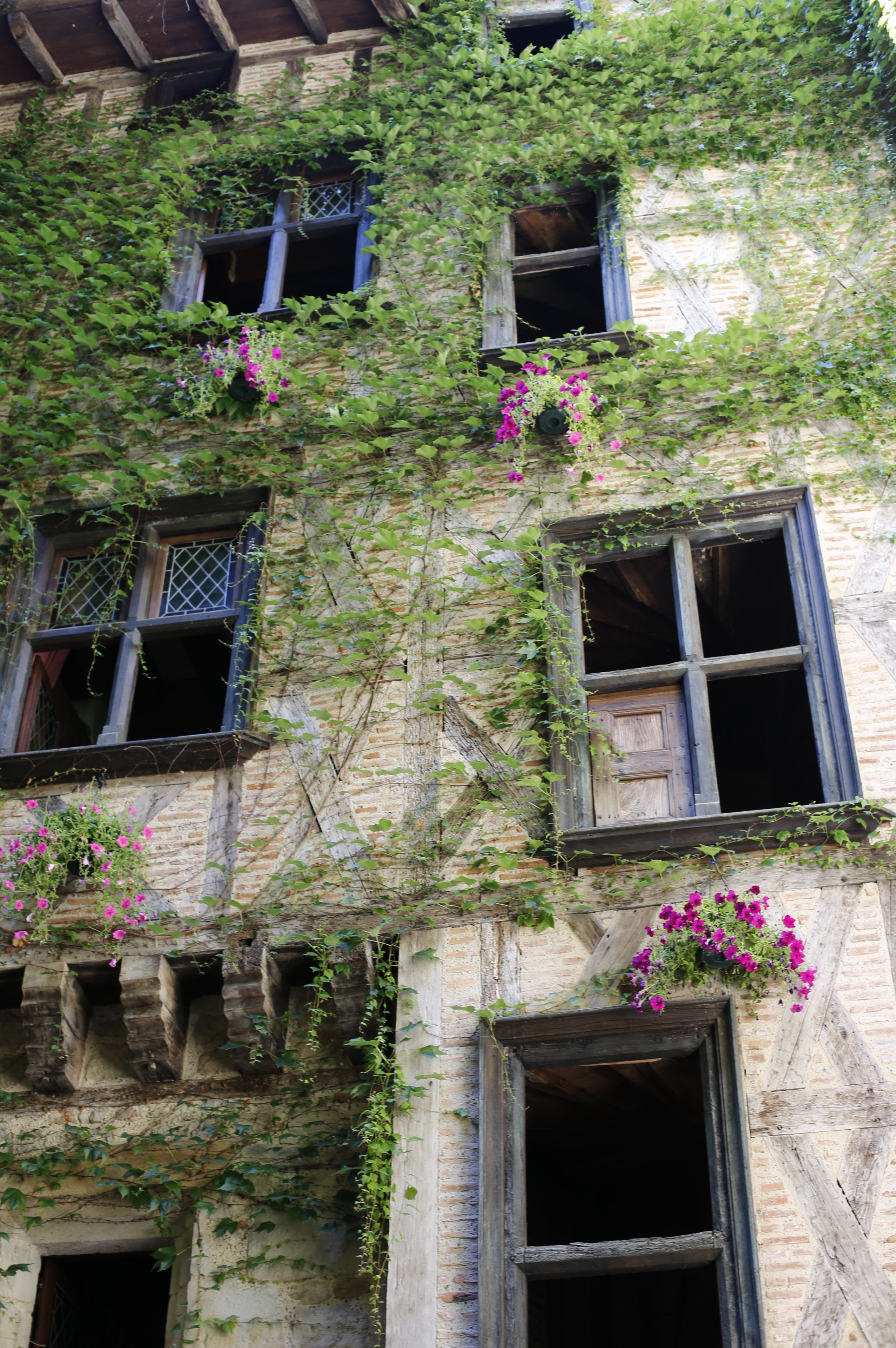
...rue Gambetta

L'ensemble était organisé autour d'une cour intérieure, comprenant trois corps de bâtiments. Il présente coté rue une succession de grandes arcades brisées au rez-de-chaussée avec un étage de baies géminées à réseaux séparé du second étage par une corniche et un soleilho sous le toit. La maison était constituée à l'origine de deux bâtiments qui ont été unifiés au XIVe siècle dont la façade latérale conserve des éléments caractéristiques. L'ensemble a été remanié aux XVe et XVIIIe siècles et les façades sur cour, dont une en pans de bois, conservent des éléments de la fin du XVe siècle. 
Au XIIIe siècle, tous ces bâtiments étaient entourés de jardins dont certains, à l’ouest de la tour du Griffon, ont été récemment transformés en terrasses. Sur l'emplacement des autres se sont édifiés le Figeac médiéval des XIVe et XVe siècles puis le Figeac renaissance du XVIe siècle.
La commanderie avec sa cour est classée au titre des monuments historiques par arrêté du 13 septembre 1991,,.